# Corythucha montivaga
Corythucha montivaga är en insektsart som beskrevs av Drake 1919. Corythucha montivaga ingår i släktet Corythucha och familjen nätskinnbaggar. Inga underarter finns listade i Catalogue of Life.